# Variação orbital

Variação orbital do planeta Terra.

A variação orbital ou ciclo de Milankovitch ocorre periodicamente, fazendo com que a radiação solar chegue de forma diferente em cada hemisfério terrestre de tempos em tempos. Esta variação provoca as variações glaciares, que são períodos de longos verões e longos invernos.
Os fatores que causam essa variação são:
- Precessão dos equinócios;
- Excentricidade orbital;
- Inclinação do eixo terrestre.

A Terra completa um ciclo completo de precessão, aproximadamente, a cada 26000 anos.

## Outros planetas do Sistema Solar
Em outros planetas do Sistema Solar foram descobertas ocorrências de ciclos de Milankovitch. Não são tão intensos ou complexos como os ciclos da Terra, mas têm um impacto geológico global no que diz respeito ao movimentos de sólidos móveis, como gelo de água ou de azoto, ou lagos de hidrocarbonetos.
- Calotas polares de Marte variam em extensão devido à instabilidade orbital relacionado a um ciclo de Milankovitch latente.[4]
- Lua de Saturno, Titã, tem um ciclo de ~60.000 anos, que altera a localização dos lagos de metano.[5]
- Lua de Netuno, Tritão, tem uma variação semelhante à Titã com relação à migração de depósitos de azoto sólido em escalas de tempo longos.[6][7]